# ミゲル・コマンジュ
ミゲル・コマンジュ（Miguel Comminges, 1982年3月26日 - ）はグアドループ・レザビーム出身のサッカー選手。ポジションはディフェンダー。

## 代表歴
2007年2009年、2011年には、CONCACAFゴールドカップに出場するグアドループ代表のメンバーに選出された。

## 所属クラブ
- アミアンSC 2002-2003
- スタッド・ランス 2003-2007
- スウィンドン・タウンFC　2007-2008
- カーディフ・シティFC 2008-2011

→  カーライル・ユナイテッドFC 2010 (loan)
- サウスエンド・ユナイテッドFC 2011
- コロラド・ラピッズ 2011
- スティヴネイジFC 2012-2013